# Красные Солонцы (Семилукский район)
Красные Солонцы — деревня в Семилукском районе Воронежской области, входит в состав Лосевского сельского поселения.

## Население
| 2010 |
| ---- |
| 1    |

## Улицы
В деревне имеется одна улица — Лесная.